# Charles Crowe
Charles Robert Crowe (Guelph, Ontario, 12 d'octubre de 1867 – Guelph, 3 de setembre de 1953) va ser un tirador canadenc que va competir cavall del segle xix i el segle xx.
El 1908 va prendre part en els Jocs Olímpics de Londres, on guanyà una medalla de bronze en la prova de rifle militar per equips. En aquests mateixos Jocs fou novè en la prova de rifle militar, 1000 iardes.
A banda, també fou campió provincial d'Ontario de curling. Es dedicà a la indústria avícola i fou organista i mestre de capella de l'església metodista, i violoncel·lista.